# Dennis Verbaas
Dennis Muhammad Abdullah, geboren als Dennis Verbaas (Lisse, 1 mei 1989) is een Nederlander die bekend is geworden door zijn huwelijk met de Maleisische prinses Tunku Tun Aminah Maimunah Iskandariah. Zij is de dochter van Ibrahim Ismail, die sinds 2010 sultan van Johor is en sinds 2024 Yang di-Pertuan Agong (koning van Maleisië).
Verbaas speelde in het hogere amateurvoetbal waarmee hij op 17-jarige leeftijd moest stoppen nadat hij een hartstilstand kreeg. Hij deed modellenwerk en ging in Maleisië en Singapore werken. Verbaas heeft onder andere gewerkt als manager bij een sportbedrijf in Johor en als marketingmanager in Singapore bij de Tampines Rovers Football Club. Via de voetbalclub ontmoette hij de prinses. Hij bekeerde zich op 31 mei 2015 tot de islam en nam de naam Dennis Muhammad Abdullah aan. Hij kreeg twee jaar lang les in de islam en de cultuur van Maleisië. 
Het huwelijk vond plaats op 14 augustus 2017. Hij kreeg in 2019 de adellijke aanspreektitel Dato. Begin maart 2020 werd bekendgemaakt dat het stel hun eerste kind had gekregen. In 2022 werd hun tweede kind geboren.